# UNOFFICIAL
『UNOFFICIAL』(アンオフィシャル)は、日本のロック・バンド・THE ORAL CIGARETTESの3枚目となるフルアルバム。2017年2月1日にA-Sketchから発売された。

## 解説
- フルアルバムとしては『FIXION』以来約1年ぶりとなる発売。[1]
- 前作までに続き初回限定盤と通常盤の2種類でリリースされた。初回限定盤のDVDには、2016年11月22日に行われたZepp Tokyoでの「THE ORAL CIGARETTES唇ワンマン2016」ライブ映像10曲と同ツアーのドキュメンタリー映像が収録されている。
- アルバム収録曲からは既発のシングル曲3曲を除き、「リコリス」 と 「Shala La」 のPVが製作された。

## チャート成績
- 2017年2月13日付のオリコン週間ランキングでは初動21,016枚を売り上げ、週間3位にランクインした。これが彼らにとって初の同ランキングでのTOP3入りとなった。[2]

## 収録曲
1. リコリス
作詞・作曲：山中拓也/編曲：THE ORAL CIGARETTES
  - テレビ東京系「JAPAN COUNTDOWN」2017年2月度エンディングテーマ。
2. CATCH ME
作詞・作曲：山中拓也/編曲：THE ORAL CIGARETTES
  - 5thシングル。iOS / Android向けゲーム「アカシックリコード」主題歌。[3]
3. 悪戯ショータイム
作詞・作曲：山中拓也/編曲：THE ORAL CIGARETTES
4. 5150
作詞・作曲：山中拓也/編曲：THE ORAL CIGARETTES
  - 6thシングル。[4]
5. WARWARWAR
作詞・作曲：山中拓也/編曲：THE ORAL CIGARETTES
6. エンドロール
作詞・作曲：山中拓也/編曲：THE ORAL CIGARETTES
7. DIP-BAP
作詞・作曲：山中拓也/編曲：THE ORAL CIGARETTES
  - 5thシングル表題曲。TBS系「CDTV」2016年8・9月度オープニングテーマ。
8. Shala La
作詞・作曲：山中拓也/編曲：THE ORAL CIGARETTES
9. 不透明な雪化粧
作詞・作曲：山中拓也/編曲：THE ORAL CIGARETTES
10. LOVE
作詞・作曲：山中拓也/編曲：THE ORAL CIGARETTES

### DVD (初回盤)
THE ORAL CIGARETTES 唇ワンマン2016 LIVE & DOCUMENTARY
- 前述のとおり、2016年11月22日に行われたZepp Tokyoでのライブ映像10曲と、このツアーのドキュメンタリー映像が収録されている。

1. DIP-BAP
2. CATCH ME
3. STARGET
4. Mr. ファントム
5. 気づけよBaby
6. 嫌い
7. A-E-U-I
8. カンタンナコト
9. 起死回生STORY
10. 5150